# Delta1 Gruis
Pour les articles homonymes, voir Delta Gruis.
Désignations
Delta1 Gruis (en abrégé δ1 Gru) est une étoile géante de la constellation de la Grue. Sa magnitude apparente est de 3,97. D'après la mesure de sa parallaxe annuelle par le satellite Hipparcos, l'étoile est située à environ ∼ 309 a.l. (∼ 94,7 pc) de la Terre. Elle s'éloigne du Système solaire à une vitesse radiale de +5 km/s.
Delta1 Gruis est une étoile géante jaune évoluée de type spectral G6/8 III. Elle possède un compagnon de treizième magnitude situé à 5,6 secondes d'arc. Les deux étoiles pourraient former un véritable système binaire.